# Juxalja
Juxalja är en ort i Mexiko.   Den ligger i kommunen Tenejapa och delstaten Chiapas, i den sydöstra delen av landet, 800 km öster om huvudstaden Mexico City. Juxalja ligger 1 293 meter över havet och antalet invånare är 589.
Terrängen runt Juxalja är kuperad åt sydväst, men åt nordost är den bergig. Runt Juxalja är det tätbefolkat, med 319 invånare per kvadratkilometer. Närmaste större samhälle är Cancuc, 3,1 km nordväst om Juxalja. I omgivningarna runt Juxalja växer i huvudsak städsegrön lövskog.